# Campeonato Brasileiro de Futebol de 2018 - Série C
A Série C do Campeonato Brasileiro de Futebol de 2018 foi uma competição equivalente à terceira divisão do futebol do Brasil. Contando como a 28.ª edição da história, foi disputada por 20 clubes, onde os quatro mais bem colocados ganharam acesso à Série B de 2019 e os dois últimos colocados de cada grupo na primeira fase foram rebaixados à Série D de 2019. Após autorização da Federação Internacional de Futebol, a competição não foi paralisada durante a disputa da Copa do Mundo, realizada entre os dias 14 de junho e 15 de julho.
Na final do campeonato, o Operário-PR garantiu o título do torneio depois de derrotar o Cuiabá por 1–0, na Arena Pantanal, na finalíssima. No jogo da ida, empate em 3–3, na cidade de Ponta Grossa. Os dois finalistas, juntamente com os semifinalistas Botafogo-SP e Bragantino, obtiveram o acesso para a Série B de 2019. Pela segunda vez na história, com o regulamento regente desde 2012, nenhuma equipe da região Nordeste conseguiu subir de divisão. De forma inédita, também levando em consideração o formato atual, todos os clubes que obtiveram o acesso foram oriundos da mesma chave na primeira fase, no caso o Grupo B.
O rebaixamento começou a ser definido na 16ª rodada, com o descenso do Joinville, confirmado após a derrota por 2–0 para o Tupi, em Juiz de Fora. Na penúltima rodada, o Salgueiro também teve o rebaixamento decretado, depois de ser derrotado por 1–0 pelo Remo, em pleno Cornélio de Barros. Na última rodada, Tupi e Juazeirense completaram a relação de rebaixados: a equipe mineira após ser goleada por 5–1 pelo Ypiranga de Erechim, fora de casa, enquanto o clube baiano empatou em 2–2 com o Botafogo-PB, em João Pessoa.

## Formato e regulamento
A edição de 2018 mantém o formato em vigor desde 2012, uma vez que o calendário divulgado pela CBF reserva apenas 24 datas para a competição. A competição será disputada por 20 clubes, divididos em dois grupos: Grupo A e Grupo B. Em cada grupo, os times se enfrentam duas vezes – jogos de ida e volta – totalizando 18 rodadas, com os quatro melhores de cada grupo avançando para a fase eliminatória. As duas piores equipes de cada grupo serão rebaixadas para a Série D de 2019. Por outro lado, os quatro semifinalistas estarão automaticamente garantidos na Série B de 2019. A partir desse ano, não haverá mais o critério do gol marcado fora de casa como critério de desempate nos confrontos de eliminatórios (a partir das quartas de final).

### Critérios de desempate
Caso haja empate de pontos entre dois ou mais clubes, os critérios de desempate serão aplicados na seguinte ordem:
1. Número de vitórias
2. Saldo de gols
3. Gols marcados
4. Confronto direto
5. Número de cartões vermelhos
6. Número de cartões amarelos
7. Sorteio

## Participantes
| Equipe              | Cidade             | Estado | Em 2017       | Estádio (mando)     | Capacidade | Títulos        |
| ------------------- | ------------------ | ------ | ------------- | ------------------- | ---------- | -------------- |
| ABC                 | Natal              | RN     | 19º (Série B) | Frasqueirão         | 15 082     | 1 (2010)       |
| Atlético Acreano    | Rio Branco         | AC     | 3º (Série D)  | Florestão           | 10 000     | 0 (não possui) |
| Botafogo-PB         | João Pessoa        | PB     | 15º           | Almeidão (PB)       | 19 000     | 0 (não possui) |
| Botafogo-SP         | Ribeirão Preto     | SP     | 10º           | Santa Cruz          | 29 292     | 0 (não possui) |
| Bragantino          | Bragança Paulista  | SP     | 16º           | Nabi Abi Chedid     | 17 128     | 1 (2007)       |
| Confiança           | Aracaju            | SE     | 8º            | Batistão            | 15 586     | 0 (não possui) |
| Cuiabá              | Cuiabá             | MT     | 13º           | Arena Pantanal      | 44 000     | 0 (não possui) |
| Globo               | Ceará-Mirim        | RN     | 2º (Série D)  | Barretão            | 10 068     | 0 (não possui) |
| Joinville           | Joinville          | SC     | 9º            | Arena Joinville     | 22 400     | 1 (2011)       |
| Juazeirense         | Juazeiro           | BA     | 4º (Série D)  | Adauto Moraes       | 8 000      | 0 (não possui) |
| Luverdense          | Lucas do Rio Verde | MT     | 17º (Série B) | Passo das Emas      | 10 000     | 0 (não possui) |
| Náutico             | Recife             | PE     | 20º (Série B) | Arena Pernambuco    | 44 300     | 0 (não possui) |
| Operário-PR         | Ponta Grossa       | PR     | 1º (Série D)  | Germano Krüger      | 8 832      | 0 (não possui) |
| Remo                | Belém              | PA     | 14º           | Mangueirão          | 45 007     | 1 (2005)       |
| Salgueiro           | Salgueiro          | PE     | 11º           | Cornélio de Barros  | 12 070     | 0 (não possui) |
| Santa Cruz          | Recife             | PE     | 18º (Série B) | Arruda              | 60 044     | 1 (2013)       |
| Tombense            | Tombos             | MG     | 7º            | Almeidão (MG)       | 3 050      | 0 (não possui) |
| Tupi                | Juiz de Fora       | MG     | 5º            | Mario Helênio       | 30 000     | 0 (não possui) |
| Volta Redonda       | Volta Redonda      | RJ     | 6º            | Raulino de Oliveira | 20 255     | 0 (não possui) |
| Ypiranga de Erechim | Erechim            | RS     | 12º           | Colosso da Lagoa    | 22 000     | 0 (não possui) |

## Estádios
| ABC | Atlético Acreano | Botafogo-PB | Botafogo-SP | Bragantino | Confiança           |
| --- | --- | --- | --- | --- | ------------------- |
| Frasqueirão | Florestão | Almeidão (PB) | Santa Cruz | Nabi Abi Chedid | Batistão            |
| Capacidade: 15 082 | Capacidade: 10 000 | Capacidade: 25 770 | Capacidade: 29 292 | Capacidade: 17 128 | Capacidade: 15 586  |
| | | | | |                     |
| Cuiabá | \| ABC Atlético Acreano Botafogo-PB Botafogo-SP Bragantino Confiança Cuiabá Globo Joinville Juazeirense Luverdense Operário-PR Remo Náutico Salgueiro Santa Cruz Tombense Tupi Volta Redonda Ypiranga-RSLocalização dos times por Estado. Grupo A; Grupo B. Localização das equipes participantes da Série C de 2018 \| | \| ABC Atlético Acreano Botafogo-PB Botafogo-SP Bragantino Confiança Cuiabá Globo Joinville Juazeirense Luverdense Operário-PR Remo Náutico Salgueiro Santa Cruz Tombense Tupi Volta Redonda Ypiranga-RSLocalização dos times por Estado. Grupo A; Grupo B. Localização das equipes participantes da Série C de 2018 \| | \| ABC Atlético Acreano Botafogo-PB Botafogo-SP Bragantino Confiança Cuiabá Globo Joinville Juazeirense Luverdense Operário-PR Remo Náutico Salgueiro Santa Cruz Tombense Tupi Volta Redonda Ypiranga-RSLocalização dos times por Estado. Grupo A; Grupo B. Localização das equipes participantes da Série C de 2018 \| | \| ABC Atlético Acreano Botafogo-PB Botafogo-SP Bragantino Confiança Cuiabá Globo Joinville Juazeirense Luverdense Operário-PR Remo Náutico Salgueiro Santa Cruz Tombense Tupi Volta Redonda Ypiranga-RSLocalização dos times por Estado. Grupo A; Grupo B. Localização das equipes participantes da Série C de 2018 \| | Globo               |
| Arena Pantanal | \| ABC Atlético Acreano Botafogo-PB Botafogo-SP Bragantino Confiança Cuiabá Globo Joinville Juazeirense Luverdense Operário-PR Remo Náutico Salgueiro Santa Cruz Tombense Tupi Volta Redonda Ypiranga-RSLocalização dos times por Estado. Grupo A; Grupo B. Localização das equipes participantes da Série C de 2018 \| | \| ABC Atlético Acreano Botafogo-PB Botafogo-SP Bragantino Confiança Cuiabá Globo Joinville Juazeirense Luverdense Operário-PR Remo Náutico Salgueiro Santa Cruz Tombense Tupi Volta Redonda Ypiranga-RSLocalização dos times por Estado. Grupo A; Grupo B. Localização das equipes participantes da Série C de 2018 \| | \| ABC Atlético Acreano Botafogo-PB Botafogo-SP Bragantino Confiança Cuiabá Globo Joinville Juazeirense Luverdense Operário-PR Remo Náutico Salgueiro Santa Cruz Tombense Tupi Volta Redonda Ypiranga-RSLocalização dos times por Estado. Grupo A; Grupo B. Localização das equipes participantes da Série C de 2018 \| | \| ABC Atlético Acreano Botafogo-PB Botafogo-SP Bragantino Confiança Cuiabá Globo Joinville Juazeirense Luverdense Operário-PR Remo Náutico Salgueiro Santa Cruz Tombense Tupi Volta Redonda Ypiranga-RSLocalização dos times por Estado. Grupo A; Grupo B. Localização das equipes participantes da Série C de 2018 \| | Barretão            |
| Capacidade: 44 000 | \| ABC Atlético Acreano Botafogo-PB Botafogo-SP Bragantino Confiança Cuiabá Globo Joinville Juazeirense Luverdense Operário-PR Remo Náutico Salgueiro Santa Cruz Tombense Tupi Volta Redonda Ypiranga-RSLocalização dos times por Estado. Grupo A; Grupo B. Localização das equipes participantes da Série C de 2018 \| | \| ABC Atlético Acreano Botafogo-PB Botafogo-SP Bragantino Confiança Cuiabá Globo Joinville Juazeirense Luverdense Operário-PR Remo Náutico Salgueiro Santa Cruz Tombense Tupi Volta Redonda Ypiranga-RSLocalização dos times por Estado. Grupo A; Grupo B. Localização das equipes participantes da Série C de 2018 \| | \| ABC Atlético Acreano Botafogo-PB Botafogo-SP Bragantino Confiança Cuiabá Globo Joinville Juazeirense Luverdense Operário-PR Remo Náutico Salgueiro Santa Cruz Tombense Tupi Volta Redonda Ypiranga-RSLocalização dos times por Estado. Grupo A; Grupo B. Localização das equipes participantes da Série C de 2018 \| | \| ABC Atlético Acreano Botafogo-PB Botafogo-SP Bragantino Confiança Cuiabá Globo Joinville Juazeirense Luverdense Operário-PR Remo Náutico Salgueiro Santa Cruz Tombense Tupi Volta Redonda Ypiranga-RSLocalização dos times por Estado. Grupo A; Grupo B. Localização das equipes participantes da Série C de 2018 \| | Capacidade: 10 068  |
| | \| ABC Atlético Acreano Botafogo-PB Botafogo-SP Bragantino Confiança Cuiabá Globo Joinville Juazeirense Luverdense Operário-PR Remo Náutico Salgueiro Santa Cruz Tombense Tupi Volta Redonda Ypiranga-RSLocalização dos times por Estado. Grupo A; Grupo B. Localização das equipes participantes da Série C de 2018 \| | \| ABC Atlético Acreano Botafogo-PB Botafogo-SP Bragantino Confiança Cuiabá Globo Joinville Juazeirense Luverdense Operário-PR Remo Náutico Salgueiro Santa Cruz Tombense Tupi Volta Redonda Ypiranga-RSLocalização dos times por Estado. Grupo A; Grupo B. Localização das equipes participantes da Série C de 2018 \| | \| ABC Atlético Acreano Botafogo-PB Botafogo-SP Bragantino Confiança Cuiabá Globo Joinville Juazeirense Luverdense Operário-PR Remo Náutico Salgueiro Santa Cruz Tombense Tupi Volta Redonda Ypiranga-RSLocalização dos times por Estado. Grupo A; Grupo B. Localização das equipes participantes da Série C de 2018 \| | \| ABC Atlético Acreano Botafogo-PB Botafogo-SP Bragantino Confiança Cuiabá Globo Joinville Juazeirense Luverdense Operário-PR Remo Náutico Salgueiro Santa Cruz Tombense Tupi Volta Redonda Ypiranga-RSLocalização dos times por Estado. Grupo A; Grupo B. Localização das equipes participantes da Série C de 2018 \| |                     |
| Joinville | \| ABC Atlético Acreano Botafogo-PB Botafogo-SP Bragantino Confiança Cuiabá Globo Joinville Juazeirense Luverdense Operário-PR Remo Náutico Salgueiro Santa Cruz Tombense Tupi Volta Redonda Ypiranga-RSLocalização dos times por Estado. Grupo A; Grupo B. Localização das equipes participantes da Série C de 2018 \| | \| ABC Atlético Acreano Botafogo-PB Botafogo-SP Bragantino Confiança Cuiabá Globo Joinville Juazeirense Luverdense Operário-PR Remo Náutico Salgueiro Santa Cruz Tombense Tupi Volta Redonda Ypiranga-RSLocalização dos times por Estado. Grupo A; Grupo B. Localização das equipes participantes da Série C de 2018 \| | \| ABC Atlético Acreano Botafogo-PB Botafogo-SP Bragantino Confiança Cuiabá Globo Joinville Juazeirense Luverdense Operário-PR Remo Náutico Salgueiro Santa Cruz Tombense Tupi Volta Redonda Ypiranga-RSLocalização dos times por Estado. Grupo A; Grupo B. Localização das equipes participantes da Série C de 2018 \| | \| ABC Atlético Acreano Botafogo-PB Botafogo-SP Bragantino Confiança Cuiabá Globo Joinville Juazeirense Luverdense Operário-PR Remo Náutico Salgueiro Santa Cruz Tombense Tupi Volta Redonda Ypiranga-RSLocalização dos times por Estado. Grupo A; Grupo B. Localização das equipes participantes da Série C de 2018 \| | Juazeirense         |
| Arena Joinville | \| ABC Atlético Acreano Botafogo-PB Botafogo-SP Bragantino Confiança Cuiabá Globo Joinville Juazeirense Luverdense Operário-PR Remo Náutico Salgueiro Santa Cruz Tombense Tupi Volta Redonda Ypiranga-RSLocalização dos times por Estado. Grupo A; Grupo B. Localização das equipes participantes da Série C de 2018 \| | \| ABC Atlético Acreano Botafogo-PB Botafogo-SP Bragantino Confiança Cuiabá Globo Joinville Juazeirense Luverdense Operário-PR Remo Náutico Salgueiro Santa Cruz Tombense Tupi Volta Redonda Ypiranga-RSLocalização dos times por Estado. Grupo A; Grupo B. Localização das equipes participantes da Série C de 2018 \| | \| ABC Atlético Acreano Botafogo-PB Botafogo-SP Bragantino Confiança Cuiabá Globo Joinville Juazeirense Luverdense Operário-PR Remo Náutico Salgueiro Santa Cruz Tombense Tupi Volta Redonda Ypiranga-RSLocalização dos times por Estado. Grupo A; Grupo B. Localização das equipes participantes da Série C de 2018 \| | \| ABC Atlético Acreano Botafogo-PB Botafogo-SP Bragantino Confiança Cuiabá Globo Joinville Juazeirense Luverdense Operário-PR Remo Náutico Salgueiro Santa Cruz Tombense Tupi Volta Redonda Ypiranga-RSLocalização dos times por Estado. Grupo A; Grupo B. Localização das equipes participantes da Série C de 2018 \| | Adauto Moraes       |
| Capacidade: 22 400 | \| ABC Atlético Acreano Botafogo-PB Botafogo-SP Bragantino Confiança Cuiabá Globo Joinville Juazeirense Luverdense Operário-PR Remo Náutico Salgueiro Santa Cruz Tombense Tupi Volta Redonda Ypiranga-RSLocalização dos times por Estado. Grupo A; Grupo B. Localização das equipes participantes da Série C de 2018 \| | \| ABC Atlético Acreano Botafogo-PB Botafogo-SP Bragantino Confiança Cuiabá Globo Joinville Juazeirense Luverdense Operário-PR Remo Náutico Salgueiro Santa Cruz Tombense Tupi Volta Redonda Ypiranga-RSLocalização dos times por Estado. Grupo A; Grupo B. Localização das equipes participantes da Série C de 2018 \| | \| ABC Atlético Acreano Botafogo-PB Botafogo-SP Bragantino Confiança Cuiabá Globo Joinville Juazeirense Luverdense Operário-PR Remo Náutico Salgueiro Santa Cruz Tombense Tupi Volta Redonda Ypiranga-RSLocalização dos times por Estado. Grupo A; Grupo B. Localização das equipes participantes da Série C de 2018 \| | \| ABC Atlético Acreano Botafogo-PB Botafogo-SP Bragantino Confiança Cuiabá Globo Joinville Juazeirense Luverdense Operário-PR Remo Náutico Salgueiro Santa Cruz Tombense Tupi Volta Redonda Ypiranga-RSLocalização dos times por Estado. Grupo A; Grupo B. Localização das equipes participantes da Série C de 2018 \| | Capacidade: 8 000   |
| | \| ABC Atlético Acreano Botafogo-PB Botafogo-SP Bragantino Confiança Cuiabá Globo Joinville Juazeirense Luverdense Operário-PR Remo Náutico Salgueiro Santa Cruz Tombense Tupi Volta Redonda Ypiranga-RSLocalização dos times por Estado. Grupo A; Grupo B. Localização das equipes participantes da Série C de 2018 \| | \| ABC Atlético Acreano Botafogo-PB Botafogo-SP Bragantino Confiança Cuiabá Globo Joinville Juazeirense Luverdense Operário-PR Remo Náutico Salgueiro Santa Cruz Tombense Tupi Volta Redonda Ypiranga-RSLocalização dos times por Estado. Grupo A; Grupo B. Localização das equipes participantes da Série C de 2018 \| | \| ABC Atlético Acreano Botafogo-PB Botafogo-SP Bragantino Confiança Cuiabá Globo Joinville Juazeirense Luverdense Operário-PR Remo Náutico Salgueiro Santa Cruz Tombense Tupi Volta Redonda Ypiranga-RSLocalização dos times por Estado. Grupo A; Grupo B. Localização das equipes participantes da Série C de 2018 \| | \| ABC Atlético Acreano Botafogo-PB Botafogo-SP Bragantino Confiança Cuiabá Globo Joinville Juazeirense Luverdense Operário-PR Remo Náutico Salgueiro Santa Cruz Tombense Tupi Volta Redonda Ypiranga-RSLocalização dos times por Estado. Grupo A; Grupo B. Localização das equipes participantes da Série C de 2018 \| |                     |
| Luverdense | \| ABC Atlético Acreano Botafogo-PB Botafogo-SP Bragantino Confiança Cuiabá Globo Joinville Juazeirense Luverdense Operário-PR Remo Náutico Salgueiro Santa Cruz Tombense Tupi Volta Redonda Ypiranga-RSLocalização dos times por Estado. Grupo A; Grupo B. Localização das equipes participantes da Série C de 2018 \| | \| ABC Atlético Acreano Botafogo-PB Botafogo-SP Bragantino Confiança Cuiabá Globo Joinville Juazeirense Luverdense Operário-PR Remo Náutico Salgueiro Santa Cruz Tombense Tupi Volta Redonda Ypiranga-RSLocalização dos times por Estado. Grupo A; Grupo B. Localização das equipes participantes da Série C de 2018 \| | \| ABC Atlético Acreano Botafogo-PB Botafogo-SP Bragantino Confiança Cuiabá Globo Joinville Juazeirense Luverdense Operário-PR Remo Náutico Salgueiro Santa Cruz Tombense Tupi Volta Redonda Ypiranga-RSLocalização dos times por Estado. Grupo A; Grupo B. Localização das equipes participantes da Série C de 2018 \| | \| ABC Atlético Acreano Botafogo-PB Botafogo-SP Bragantino Confiança Cuiabá Globo Joinville Juazeirense Luverdense Operário-PR Remo Náutico Salgueiro Santa Cruz Tombense Tupi Volta Redonda Ypiranga-RSLocalização dos times por Estado. Grupo A; Grupo B. Localização das equipes participantes da Série C de 2018 \| | Náutico             |
| Passo das Emas | \| ABC Atlético Acreano Botafogo-PB Botafogo-SP Bragantino Confiança Cuiabá Globo Joinville Juazeirense Luverdense Operário-PR Remo Náutico Salgueiro Santa Cruz Tombense Tupi Volta Redonda Ypiranga-RSLocalização dos times por Estado. Grupo A; Grupo B. Localização das equipes participantes da Série C de 2018 \| | \| ABC Atlético Acreano Botafogo-PB Botafogo-SP Bragantino Confiança Cuiabá Globo Joinville Juazeirense Luverdense Operário-PR Remo Náutico Salgueiro Santa Cruz Tombense Tupi Volta Redonda Ypiranga-RSLocalização dos times por Estado. Grupo A; Grupo B. Localização das equipes participantes da Série C de 2018 \| | \| ABC Atlético Acreano Botafogo-PB Botafogo-SP Bragantino Confiança Cuiabá Globo Joinville Juazeirense Luverdense Operário-PR Remo Náutico Salgueiro Santa Cruz Tombense Tupi Volta Redonda Ypiranga-RSLocalização dos times por Estado. Grupo A; Grupo B. Localização das equipes participantes da Série C de 2018 \| | \| ABC Atlético Acreano Botafogo-PB Botafogo-SP Bragantino Confiança Cuiabá Globo Joinville Juazeirense Luverdense Operário-PR Remo Náutico Salgueiro Santa Cruz Tombense Tupi Volta Redonda Ypiranga-RSLocalização dos times por Estado. Grupo A; Grupo B. Localização das equipes participantes da Série C de 2018 \| | Arena Pernambuco    |
| Capacidade: 10 000 | \| ABC Atlético Acreano Botafogo-PB Botafogo-SP Bragantino Confiança Cuiabá Globo Joinville Juazeirense Luverdense Operário-PR Remo Náutico Salgueiro Santa Cruz Tombense Tupi Volta Redonda Ypiranga-RSLocalização dos times por Estado. Grupo A; Grupo B. Localização das equipes participantes da Série C de 2018 \| | \| ABC Atlético Acreano Botafogo-PB Botafogo-SP Bragantino Confiança Cuiabá Globo Joinville Juazeirense Luverdense Operário-PR Remo Náutico Salgueiro Santa Cruz Tombense Tupi Volta Redonda Ypiranga-RSLocalização dos times por Estado. Grupo A; Grupo B. Localização das equipes participantes da Série C de 2018 \| | \| ABC Atlético Acreano Botafogo-PB Botafogo-SP Bragantino Confiança Cuiabá Globo Joinville Juazeirense Luverdense Operário-PR Remo Náutico Salgueiro Santa Cruz Tombense Tupi Volta Redonda Ypiranga-RSLocalização dos times por Estado. Grupo A; Grupo B. Localização das equipes participantes da Série C de 2018 \| | \| ABC Atlético Acreano Botafogo-PB Botafogo-SP Bragantino Confiança Cuiabá Globo Joinville Juazeirense Luverdense Operário-PR Remo Náutico Salgueiro Santa Cruz Tombense Tupi Volta Redonda Ypiranga-RSLocalização dos times por Estado. Grupo A; Grupo B. Localização das equipes participantes da Série C de 2018 \| | Capacidade: 44 300  |
| | \| ABC Atlético Acreano Botafogo-PB Botafogo-SP Bragantino Confiança Cuiabá Globo Joinville Juazeirense Luverdense Operário-PR Remo Náutico Salgueiro Santa Cruz Tombense Tupi Volta Redonda Ypiranga-RSLocalização dos times por Estado. Grupo A; Grupo B. Localização das equipes participantes da Série C de 2018 \| | \| ABC Atlético Acreano Botafogo-PB Botafogo-SP Bragantino Confiança Cuiabá Globo Joinville Juazeirense Luverdense Operário-PR Remo Náutico Salgueiro Santa Cruz Tombense Tupi Volta Redonda Ypiranga-RSLocalização dos times por Estado. Grupo A; Grupo B. Localização das equipes participantes da Série C de 2018 \| | \| ABC Atlético Acreano Botafogo-PB Botafogo-SP Bragantino Confiança Cuiabá Globo Joinville Juazeirense Luverdense Operário-PR Remo Náutico Salgueiro Santa Cruz Tombense Tupi Volta Redonda Ypiranga-RSLocalização dos times por Estado. Grupo A; Grupo B. Localização das equipes participantes da Série C de 2018 \| | \| ABC Atlético Acreano Botafogo-PB Botafogo-SP Bragantino Confiança Cuiabá Globo Joinville Juazeirense Luverdense Operário-PR Remo Náutico Salgueiro Santa Cruz Tombense Tupi Volta Redonda Ypiranga-RSLocalização dos times por Estado. Grupo A; Grupo B. Localização das equipes participantes da Série C de 2018 \| |                     |
| Operário-PR | \| ABC Atlético Acreano Botafogo-PB Botafogo-SP Bragantino Confiança Cuiabá Globo Joinville Juazeirense Luverdense Operário-PR Remo Náutico Salgueiro Santa Cruz Tombense Tupi Volta Redonda Ypiranga-RSLocalização dos times por Estado. Grupo A; Grupo B. Localização das equipes participantes da Série C de 2018 \| | \| ABC Atlético Acreano Botafogo-PB Botafogo-SP Bragantino Confiança Cuiabá Globo Joinville Juazeirense Luverdense Operário-PR Remo Náutico Salgueiro Santa Cruz Tombense Tupi Volta Redonda Ypiranga-RSLocalização dos times por Estado. Grupo A; Grupo B. Localização das equipes participantes da Série C de 2018 \| | \| ABC Atlético Acreano Botafogo-PB Botafogo-SP Bragantino Confiança Cuiabá Globo Joinville Juazeirense Luverdense Operário-PR Remo Náutico Salgueiro Santa Cruz Tombense Tupi Volta Redonda Ypiranga-RSLocalização dos times por Estado. Grupo A; Grupo B. Localização das equipes participantes da Série C de 2018 \| | \| ABC Atlético Acreano Botafogo-PB Botafogo-SP Bragantino Confiança Cuiabá Globo Joinville Juazeirense Luverdense Operário-PR Remo Náutico Salgueiro Santa Cruz Tombense Tupi Volta Redonda Ypiranga-RSLocalização dos times por Estado. Grupo A; Grupo B. Localização das equipes participantes da Série C de 2018 \| | Remo                |
| Germano Krüger | \| ABC Atlético Acreano Botafogo-PB Botafogo-SP Bragantino Confiança Cuiabá Globo Joinville Juazeirense Luverdense Operário-PR Remo Náutico Salgueiro Santa Cruz Tombense Tupi Volta Redonda Ypiranga-RSLocalização dos times por Estado. Grupo A; Grupo B. Localização das equipes participantes da Série C de 2018 \| | \| ABC Atlético Acreano Botafogo-PB Botafogo-SP Bragantino Confiança Cuiabá Globo Joinville Juazeirense Luverdense Operário-PR Remo Náutico Salgueiro Santa Cruz Tombense Tupi Volta Redonda Ypiranga-RSLocalização dos times por Estado. Grupo A; Grupo B. Localização das equipes participantes da Série C de 2018 \| | \| ABC Atlético Acreano Botafogo-PB Botafogo-SP Bragantino Confiança Cuiabá Globo Joinville Juazeirense Luverdense Operário-PR Remo Náutico Salgueiro Santa Cruz Tombense Tupi Volta Redonda Ypiranga-RSLocalização dos times por Estado. Grupo A; Grupo B. Localização das equipes participantes da Série C de 2018 \| | \| ABC Atlético Acreano Botafogo-PB Botafogo-SP Bragantino Confiança Cuiabá Globo Joinville Juazeirense Luverdense Operário-PR Remo Náutico Salgueiro Santa Cruz Tombense Tupi Volta Redonda Ypiranga-RSLocalização dos times por Estado. Grupo A; Grupo B. Localização das equipes participantes da Série C de 2018 \| | Mangueirão          |
| Capacidade: 8 832 | \| ABC Atlético Acreano Botafogo-PB Botafogo-SP Bragantino Confiança Cuiabá Globo Joinville Juazeirense Luverdense Operário-PR Remo Náutico Salgueiro Santa Cruz Tombense Tupi Volta Redonda Ypiranga-RSLocalização dos times por Estado. Grupo A; Grupo B. Localização das equipes participantes da Série C de 2018 \| | \| ABC Atlético Acreano Botafogo-PB Botafogo-SP Bragantino Confiança Cuiabá Globo Joinville Juazeirense Luverdense Operário-PR Remo Náutico Salgueiro Santa Cruz Tombense Tupi Volta Redonda Ypiranga-RSLocalização dos times por Estado. Grupo A; Grupo B. Localização das equipes participantes da Série C de 2018 \| | \| ABC Atlético Acreano Botafogo-PB Botafogo-SP Bragantino Confiança Cuiabá Globo Joinville Juazeirense Luverdense Operário-PR Remo Náutico Salgueiro Santa Cruz Tombense Tupi Volta Redonda Ypiranga-RSLocalização dos times por Estado. Grupo A; Grupo B. Localização das equipes participantes da Série C de 2018 \| | \| ABC Atlético Acreano Botafogo-PB Botafogo-SP Bragantino Confiança Cuiabá Globo Joinville Juazeirense Luverdense Operário-PR Remo Náutico Salgueiro Santa Cruz Tombense Tupi Volta Redonda Ypiranga-RSLocalização dos times por Estado. Grupo A; Grupo B. Localização das equipes participantes da Série C de 2018 \| | Capacidade: 45 007  |
| | \| ABC Atlético Acreano Botafogo-PB Botafogo-SP Bragantino Confiança Cuiabá Globo Joinville Juazeirense Luverdense Operário-PR Remo Náutico Salgueiro Santa Cruz Tombense Tupi Volta Redonda Ypiranga-RSLocalização dos times por Estado. Grupo A; Grupo B. Localização das equipes participantes da Série C de 2018 \| | \| ABC Atlético Acreano Botafogo-PB Botafogo-SP Bragantino Confiança Cuiabá Globo Joinville Juazeirense Luverdense Operário-PR Remo Náutico Salgueiro Santa Cruz Tombense Tupi Volta Redonda Ypiranga-RSLocalização dos times por Estado. Grupo A; Grupo B. Localização das equipes participantes da Série C de 2018 \| | \| ABC Atlético Acreano Botafogo-PB Botafogo-SP Bragantino Confiança Cuiabá Globo Joinville Juazeirense Luverdense Operário-PR Remo Náutico Salgueiro Santa Cruz Tombense Tupi Volta Redonda Ypiranga-RSLocalização dos times por Estado. Grupo A; Grupo B. Localização das equipes participantes da Série C de 2018 \| | \| ABC Atlético Acreano Botafogo-PB Botafogo-SP Bragantino Confiança Cuiabá Globo Joinville Juazeirense Luverdense Operário-PR Remo Náutico Salgueiro Santa Cruz Tombense Tupi Volta Redonda Ypiranga-RSLocalização dos times por Estado. Grupo A; Grupo B. Localização das equipes participantes da Série C de 2018 \| |                     |
| Salgueiro | Santa Cruz | Tombense | Tupi | Volta Redonda | Ypiranga de Erechim |
| Cornélio de Barros | Arruda | Almeidão (MG) | Mario Helênio | Raulino de Oliveira | Colosso da Lagoa    |
| Capacidade: 12 070 | Capacidade: 60 044 | Capacidade: 3 050 | Capacidade: 30 000 | Capacidade: 20 255 | Capacidade: 22 000  |
| | | | | |                     |
| ABC Atlético Acreano Botafogo-PB Botafogo-SP Bragantino Confiança Cuiabá Globo Joinville Juazeirense Luverdense Operário-PR Remo Náutico Salgueiro Santa Cruz Tombense Tupi Volta Redonda Ypiranga-RSLocalização dos times por Estado. Grupo A; Grupo B. Localização das equipes participantes da Série C de 2018 | | | | |                     |

### Outros estádios
Além dos estádios de mando usual, outros estádios serão utilizados devido a punições de perda de mando de campo impostas pelo Superior Tribunal de Justiça Desportiva ou por conta de problemas de interdição dos estádios usuais ou simplesmente por opção dos clubes em mandar seus jogos em outros locais, geralmente buscando uma melhor renda.

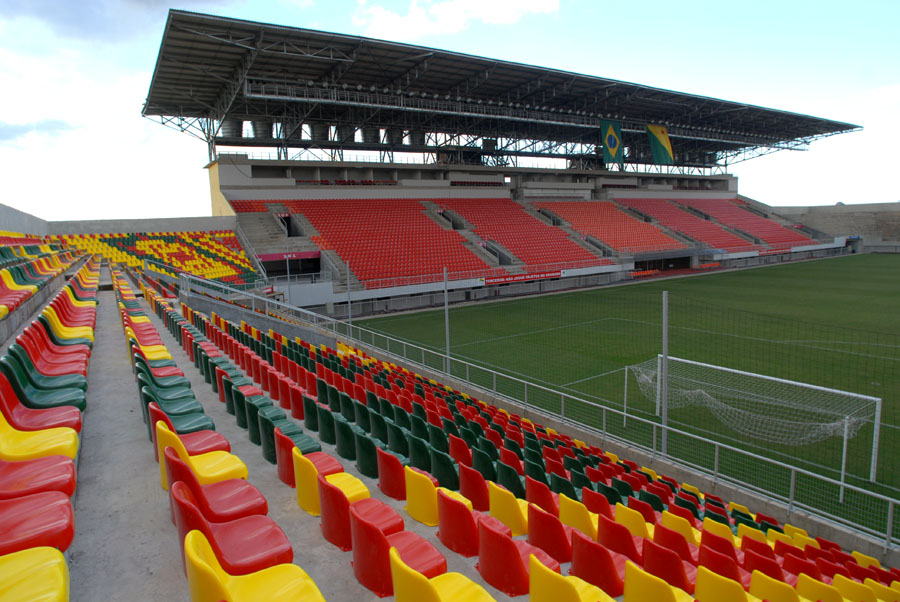
Arena da Floresta (Rio Branco)

## Primeira fase

### Grupo A
| Pos | Equipes          | Pts | J  | V | E  | D | GP | GC | SG | Classificação ou rebaixamento          |
| --- | ---------------- | --- | -- | - | -- | - | -- | -- | -- | -------------------------------------- |
| 1   | Náutico          | 31  | 18 | 9 | 4  | 5 | 26 | 22 | +4 | Zona de classificação à próxima fase   |
| 2   | Atlético Acreano | 30  | 18 | 9 | 3  | 6 | 25 | 22 | +3 | Zona de classificação à próxima fase   |
| 3   | Santa Cruz       | 28  | 18 | 7 | 7  | 4 | 22 | 13 | +9 | Zona de classificação à próxima fase   |
| 4   | Botafogo-PB      | 26  | 18 | 6 | 8  | 4 | 22 | 17 | +5 | Zona de classificação à próxima fase   |
| 5   | Confiança        | 23  | 18 | 5 | 8  | 5 | 24 | 25 | –1 |                                        |
| 6   | Remo             | 22  | 18 | 6 | 4  | 8 | 18 | 20 | –2 |                                        |
| 7   | Globo            | 22  | 18 | 4 | 10 | 4 | 19 | 19 | 0  |                                        |
| 8   | ABC              | 21  | 18 | 6 | 3  | 9 | 18 | 24 | –6 |                                        |
| 9   | Juazeirense      | 19  | 18 | 4 | 7  | 7 | 16 | 20 | –4 | Zona de rebaixamento à Série D de 2019 |
| 10  | Salgueiro        | 17  | 18 | 3 | 8  | 7 | 11 | 19 | –8 | Zona de rebaixamento à Série D de 2019 |

### Confrontos
|             | ABC | AAC | BPB | CON | GLO | JZE | NAU | REM | SAL | STC |
| ----------- | --- | --- | --- | --- | --- | --- | --- | --- | --- | --- |
| ABC         | —   | 0–1 | 2–0 | 4–0 | 1–3 | 1–0 | 2–0 | 2–1 | 2–0 | 0–3 |
| Atlético-AC | 3–0 | —   | 1–0 | 0–3 | 1–1 | 5–0 | 1–0 | 1–0 | 2–1 | 2–1 |
| Botafogo-PB | 2–0 | 1–0 | —   | 2–0 | 1–1 | 2–2 | 4–0 | 1–3 | 0–0 | 2–0 |
| Confiança   | 2–2 | 0–0 | 2–2 | —   | 0–0 | 1–1 | 2–3 | 0–2 | 3–0 | 1–1 |
| Globo       | 1–0 | 2–1 | 1–1 | 1–1 | —   | 1–1 | 1–1 | 3–1 | 1–1 | 1–2 |
| Juazeirense | 2–2 | 4–0 | 1–1 | 0–1 | 2–0 | —   | 2–0 | 1–0 | 0–0 | 0–0 |
| Náutico     | 2–0 | 3–1 | 2–0 | 2–4 | 2–0 | 1–0 | —   | 3–2 | 3–0 | 1–1 |
| Remo        | 1–0 | 2–2 | 0–0 | 0–3 | 1–0 | 3–0 | 1–1 | —   | 0–1 | 0–0 |
| Salgueiro   | 3–0 | 1–3 | 0–0 | 1–1 | 1–1 | 1–0 | 1–1 | 0–1 | —   | 0–0 |
| Santa Cruz  | 0–0 | 3–1 | 2–3 | 4–0 | 1–1 | 1–0 | 0–1 | 2–0 | 1–0 | —   |

| Vitória do mandante Vitória do visitante Empate | Em negrito os jogos "clássicos". |

### Grupo B
| Pos | Equipes             | Pts | J  | V  | E | D  | GP | GC | SG  | Classificação ou rebaixamento          |
| --- | ------------------- | --- | -- | -- | - | -- | -- | -- | --- | -------------------------------------- |
| 1   | Botafogo-SP         | 35  | 18 | 10 | 5 | 3  | 30 | 14 | +16 | Zona de classificação à próxima fase   |
| 2   | Operário-PR         | 35  | 18 | 10 | 5 | 3  | 25 | 17 | +8  | Zona de classificação à próxima fase   |
| 3   | Cuiabá              | 32  | 18 | 10 | 2 | 6  | 32 | 21 | +11 | Zona de classificação à próxima fase   |
| 4   | Bragantino          | 29  | 18 | 8  | 5 | 5  | 21 | 16 | +5  | Zona de classificação à próxima fase   |
| 5   | Luverdense          | 24  | 18 | 7  | 3 | 8  | 27 | 25 | +2  |                                        |
| 6   | Tombense            | 22  | 18 | 6  | 4 | 8  | 17 | 17 | 0   |                                        |
| 7   | Ypiranga de Erechim | 22  | 18 | 6  | 4 | 8  | 25 | 27 | –2  |                                        |
| 8   | Volta Redonda       | 20  | 18 | 6  | 2 | 10 | 18 | 25 | –7  |                                        |
| 9   | Tupi                | 20  | 18 | 6  | 2 | 10 | 19 | 30 | –11 | Zona de rebaixamento à Série D de 2019 |
| 10  | Joinville           | 14  | 18 | 4  | 2 | 12 | 13 | 35 | –22 | Zona de rebaixamento à Série D de 2019 |

### Confrontos
|               | BRP | BRG | CUI | JOI | LUV | OPF | TOM | TUP | VRE | YPI |
| ------------- | --- | --- | --- | --- | --- | --- | --- | --- | --- | --- |
| Botafogo-SP   | —   | 1–1 | 0–0 | 3–0 | 3–1 | 2–2 | 1–0 | 4–2 | 2–0 | 2–0 |
| Bragantino    | 0–2 | —   | 2–1 | 2–0 | 1–1 | 0–0 | 2–1 | 1–0 | 0–1 | 2–1 |
| Cuiabá        | 2–1 | 0–1 | —   | 5–0 | 1–0 | 4–0 | 2–1 | 1–0 | 3–0 | 1–2 |
| Joinville     | 0–2 | 0–2 | 2–3 | —   | 4–2 | 1–3 | 3–1 | 1–1 | 1–0 | 1–0 |
| Luverdense    | 1–2 | 3–1 | 1–3 | 2–0 | —   | 1–0 | 2–0 | 3–0 | 4–1 | 2–2 |
| Operário-PR   | 3–1 | 1–1 | 1–1 | 2–0 | 3–2 | —   | 1–1 | 2–0 | 1–0 | 2–1 |
| Tombense      | 0–0 | 1–0 | 3–2 | 3–0 | 1–1 | 0–1 | —   | 0–1 | 1–0 | 2–0 |
| Tupi          | 1–1 | 0–3 | 1–3 | 2–0 | 0–1 | 0–1 | 1–0 | —   | 2–1 | 4–1 |
| Volta Redonda | 1–0 | 2–1 | 3–0 | 0–0 | 2–0 | 0–1 | 0–2 | 2–3 | —   | 3–2 |
| Ypiranga-RS   | 0–3 | 1–1 | 3–0 | 2–0 | 1–0 | 2–1 | 0–0 | 5–1 | 2–2 | —   |

| Vitória do mandante Vitória do visitante Empate | Em negrito os jogos "clássicos". |

### Desempenho por rodada
Clubes que lideraram o campeonato ao final de cada rodada:
|         | 1   | 2   | 3   | 4   | 5   | 6   | 7   | 8   | 9   | 10  | 11  | 12  | 13  | 14  | 15  | 16  | 17  | 18  |
| Grupo A | AAC | CON | BPB | CON | AAC | CON | AAC | AAC | AAC | AAC | AAC | AAC | AAC | AAC | AAC | AAC | NAU | NAU |
| Grupo B | TUP | BRP | BRG | OPF | OPF | CUI | CUI | BRP | BRP | BRP | BRP | OPF | OPF | OPF | OPF | OPF | OPF | BRP |

Clubes que ficaram na última posição do campeonato ao final de cada rodada:
|         | 1   | 2   | 3   | 4   | 5   | 6   | 7   | 8   | 9   | 10  | 11  | 12  | 13  | 14  | 15  | 16  | 17  | 18  |
| Grupo A | ABC | JZE | NAU | NAU | SAL | NAU | GLO | NAU | REM | REM | REM | REM | REM | REM | REM | SAL | SAL | SAL |
| Grupo B | YPI | LUV | JOI | JOI | JOI | JOI | JOI | JOI | JOI | JOI | VRE | JOI | JOI | JOI | JOI | JOI | JOI | JOI |

## Fase final
Em itálico, os times que possuem o mando de campo no primeiro jogo do confronto e em negrito os times classificados.
|  | Quartas-de-final   | Quartas-de-final  | Quartas-de-final  | Quartas-de-final  |       |            | Semifinais        | Semifinais        | Semifinais        | Semifinais        |  |             | Final               | Final               | Final               | Final               |  |  |
|  | 18 a 27 de agosto  | 18 a 27 de agosto | 18 a 27 de agosto | 18 a 27 de agosto |       |            | 1 a 9 de setembro | 1 a 9 de setembro | 1 a 9 de setembro | 1 a 9 de setembro |  |             | 16 e 22 de setembro | 16 e 22 de setembro | 16 e 22 de setembro | 16 e 22 de setembro |  |  |
|  |                    |                   |                   |                   |       |            |                   |                   |                   |                   |  |             |                     |                     |                     |                     |  |  |
|  | Bragantino*        | 3                 | 1                 | 4                 |       |            |                   |                   |                   |                   |  |             |                     |                     |                     |                     |  |  |
|  | Náutico            | 1                 | 1                 | 2                 |       |            |                   |                   |                   |                   |  |             |                     |                     |                     |                     |  |  |
|  | Náutico            | 1                 | 1                 | 2                 |       | Bragantino | 0                 | 0                 | 0 (2)             |                   |  |             |                     |                     |                     |                     |  |  |
|  |                    |                   |                   |                   |       | Bragantino | 0                 | 0                 | 0 (2)             |                   |  |             |                     |                     |                     |                     |  |  |
|  |                    | Operário-PR (pen) | 0                 | 0                 | 0 (4) |            |                   |                   |                   |                   |  |             |                     |                     |                     |                     |  |  |
|  | Santa Cruz         | Operário-PR (pen) | 0                 | 0                 | 0 (4) | 1          | 0                 | 1                 |                   |                   |  |             |                     |                     |                     |                     |  |  |
|  | Santa Cruz         |                   |                   |                   |       | 1          | 0                 | 1                 |                   |                   |  |             |                     |                     |                     |                     |  |  |
|  | Operário-PR*       | 0                 | 3                 | 3                 |       |            |                   |                   |                   |                   |  |             |                     |                     |                     |                     |  |  |
|  | Operário-PR*       | 0                 | 3                 | 3                 |       |            |                   |                   |                   |                   |  | Operário-PR | 3                   | 1                   | 4                   |                     |  |  |
|  |                    |                   |                   |                   |       |            |                   |                   |                   |                   |  | Operário-PR | 3                   | 1                   | 4                   |                     |  |  |
|  |                    | Cuiabá            | 3                 | 0                 | 3     |            |                   |                   |                   |                   |  |             |                     |                     |                     |                     |  |  |
|  | Cuiabá*            | Cuiabá            | 3                 | 0                 | 3     | 2          | 2                 | 4                 |                   |                   |  |             |                     |                     |                     |                     |  |  |
|  | Cuiabá*            |                   |                   |                   |       | 2          | 2                 | 4                 |                   |                   |  |             |                     |                     |                     |                     |  |  |
|  | Atlético Acreano   | 0                 | 2                 | 2                 |       |            |                   |                   |                   |                   |  |             |                     |                     |                     |                     |  |  |
|  | Atlético Acreano   | 0                 | 2                 | 2                 |       | Cuiabá     | 0                 | 3                 | 3                 |                   |  |             |                     |                     |                     |                     |  |  |
|  |                    |                   |                   |                   |       | Cuiabá     | 0                 | 3                 | 3                 |                   |  |             |                     |                     |                     |                     |  |  |
|  |                    | Botafogo-SP       | 0                 | 0                 | 0     |            |                   |                   |                   |                   |  |             |                     |                     |                     |                     |  |  |
|  | Botafogo-PB        | Botafogo-SP       | 0                 | 0                 | 0     | 1          | 0                 | 1 (3)             |                   |                   |  |             |                     |                     |                     |                     |  |  |
|  | Botafogo-PB        |                   |                   |                   |       | 1          | 0                 | 1 (3)             |                   |                   |  |             |                     |                     |                     |                     |  |  |
|  | Botafogo-SP* (pen) | 0                 | 1                 | 1 (4)             |       |            |                   |                   |                   |                   |  |             |                     |                     |                     |                     |  |  |

*Classificados à Série B de 2019.

## Artilharia
| Gols | Jogador        | Time             |
| ---- | -------------- | ---------------- |
| 11   | Caio Dantas    | Botafogo-SP      |
| 9    | Felipe Augusto | Botafogo-SP      |
| 9    | Léo Ceará      | Confiança        |
| 9    | Marino         | Cuiabá           |
| 8    | Rafael Barros  | Atlético Acreano |
| 7    | Eduardo        | Atlético Acreano |
| 7    | Eduardo Ramos  | Cuiabá           |
| 7    | Jenison        | Cuiabá           |
| 7    | José Ortigoza  | Náutico          |

### Hat-tricks
| Jogador | Clube            | Adversário  | Placar  | Data       | Ref.   |
| ------- | ---------------- | ----------- | ------- | ---------- | ------ |
| Neto    | Atlético Acreano | Juazeirense | 5–0 (C) | 13 de maio | [ 18 ] |

(C) Em casa
(F) Fora de casa

## Maiores públicos
Estes são os dez maiores públicos do Campeonato:
| Nº | Público | Mandante    | Placar | Visitante        | Estádio          | Data           | Rodada    | Ref.   |
| -- | ------- | ----------- | ------ | ---------------- | ---------------- | -------------- | --------- | ------ |
| 1  | 34 474  | Santa Cruz  | 1–0    | Operário-PR      | Arruda           | 19 de agosto   | Quartas   | [ 19 ] |
| 2  | 29 105  | Cuiabá      | 0–1    | Operário-PR      | Arena Pantanal   | 22 de setembro | Final     | [ 20 ] |
| 3  | 24 813  | Náutico     | 1–1    | Bragantino       | Arena Pernambuco | 26 de agosto   | Quartas   | [ 21 ] |
| 4  | 22 372  | Botafogo-SP | 1–0    | Botafogo-PB      | Santa Cruz       | 26 de agosto   | Quartas   | [ 22 ] |
| 5  | 19 371  | Remo        | 1–1    | Náutico          | Mangueirão       | 11 de agosto   | 18ª       | [ 23 ] |
| 6  | 19 284  | Cuiabá      | 2–0    | Atlético Acreano | Arena Pantanal   | 20 de agosto   | Quartas   | [ 24 ] |
| 7  | 14 685  | Cuiabá      | 0–0    | Botafogo-SP      | Arena Pantanal   | 2 de setembro  | Semifinal | [ 25 ] |
| 8  | 12 298  | Remo        | 0–3    | Confiança        | Mangueirão       | 20 de maio     | 6ª        | [ 26 ] |
| 9  | 11 261  | Remo        | 1–0    | ABC              | Mangueirão       | 29 de julho    | 16ª       | [ 27 ] |
| 10 | 11 081  | Náutico     | 2–0    | ABC              | Arena Pernambuco | 4 de agosto    | 17ª       | [ 28 ] |

## Menores públicos
Estes são os dez menores públicos do Campeonato:
| Nº | Público | Mandante            | Placar | Visitante        | Estádio             | Data         | Rodada | Ref.   |
| -- | ------- | ------------------- | ------ | ---------------- | ------------------- | ------------ | ------ | ------ |
| 1  | 96      | Ypiranga de Erechim | 3–0    | Cuiabá           | Colosso da Lagoa    | 29 de julho  | 16ª    | [ 29 ] |
| 2  | 118     | Ypiranga de Erechim | 1–1    | Bragantino       | Colosso da Lagoa    | 14 de julho  | 14ª    | [ 30 ] |
| 3  | 121     | Ypiranga de Erechim | 2–2    | Volta Redonda    | Colosso da Lagoa    | 1 de julho   | 12ª    | [ 31 ] |
| 4  | 123     | Ypiranga de Erechim | 5–1    | Tupi             | Colosso da Lagoa    | 11 de agosto | 18ª    | [ 32 ] |
| 5  | 140     | Luverdense          | 1–0    | Operário-PR      | Passo das Emas      | 11 de agosto | 18ª    | [ 33 ] |
| 6  | 146     | Juazeirense         | 2–2    | ABC              | Adauto Moraes       | 23 de junho  | 11ª    | [ 34 ] |
| 7  | 173     | Volta Redonda       | 0–1    | Operário-PR      | Raulino de Oliveira | 16 de junho  | 10ª    | [ 35 ] |
| 7  | 173     | Ypiranga de Erechim | 2–0    | Joinville        | Colosso da Lagoa    | 16 de junho  | 10ª    | [ 36 ] |
| 9  | 174     | Volta Redonda       | 1–0    | Botafogo-SP      | Raulino de Oliveira | 7 de julho   | 13ª    | [ 37 ] |
| 10 | 183     | Globo               | 2–1    | Atlético Acreano | Barretão            | 20 de maio   | 6ª     | [ 38 ] |

## Médias de público
Estas são as médias de público dos clubes no Campeonato. Considera-se apenas os jogos da equipe como mandante e o público pagante:
| 1. Santa Cruz – 8 637 2. Remo – 8 398 3. Cuiabá – 5 890 4. Botafogo-PB – 5 861 5. Náutico – 5 765 6. Botafogo-SP – 5 337 7. Confiança – 4 229 8. Operário-PR – 3 779 9. ABC – 2 793 10. Joinville – 2 284 | 1. Atlético Acreano – 1 789 2. Bragantino – 1 514 3. Salgueiro – 756 4. Globo – 600 5. Juazeirense – 490 6. Tombense – 453 7. Volta Redonda – 430 8. Tupi – 420 9. Luverdense – 340 10. Ypiranga de Erechim – 266 |

## Mudança de técnicos
| Clube         | Antecessor          | Motivo              | Data        | Última partida               | Rod | Pos         | Sucessor                     | Ref.          |
| ------------- | ------------------- | ------------------- | ----------- | ---------------------------- | --- | ----------- | ---------------------------- | ------------- |
| Santa Cruz    | Júnior Rocha        | Contratado pelo CRB | 15 de abril | Náutico 1–1 Santa Cruz       | 1ª  | 3º (Gr. A)  | PC Gusmão                    | [ 41 ] [ 42 ] |
| Juazeirense   | Luís Antônio Zaluar | Demitido            | 19 de abril | Juazeirense 0–1 Confiança    | 1ª  | 8º (Gr. A)  | Ailton Silva                 | [ 44 ] [ 45 ] |
| Náutico       | Roberto Fernandes   | Demitido            | 6 de maio   | Náutico 2–4 Confiança        | 4ª  | 10º (Gr. A) | Márcio Goiano                | [ 48 ] [ 49 ] |
| Tupi          | Ricardo Leão        | Demitido            | 13 de maio  | Tupi 1–1 Botafogo-SP         | 5ª  | 8º (Gr. B)  | Eugênio Souza                | [ 50 ] [ 51 ] |
| Joinville     | Matheus Costa       | Demitido            | 13 de maio  | Joinville 2–3 Cuiabá         | 5ª  | 10º (Gr. B) | Márcio Fernandes             | [ 52 ] [ 53 ] |
| Santa Cruz    | PC Gusmão           | Demitido            | 23 de maio  | Santa Cruz 1–4 ABC           | 6ª  | 5º (Gr. A)  | Roberto Fernandes            | [ 54 ] [ 55 ] |
| Remo          | Givanildo Oliveira  | Demitido            | 27 de maio  | ABC 2–1 Remo                 | 7ª  | 8º (Gr. A)  | Artur Oliveira               | [ 56 ] [ 57 ] |
| Globo         | Fernando Tonet      | Demitido            | 1 de junho  | Náutico 2–0 Globo            | 7ª  | 10º (Gr. A) | Higor César                  | [ 58 ]        |
| Volta Redonda | Marcelo Salles      | Demitido            | 3 de junho  | Volta Redonda 2–3 Tupi       | 8ª  | 8º (Gr. B)  | Moacir Júnior                | [ 59 ] [ 60 ] |
| Botafogo-PB   | Leston Júnior       | Resignado           | 4 de junho  | Botafogo-PB 1–1 Globo        | 8ª  | 5º (Gr. A)  | Evaristo Piza                | [ 62 ] [ 63 ] |
| Remo          | Artur Oliveira      | Demitido            | 26 de junho | Globo 3–1 Remo               | 11ª | 10º (Gr. A) | Netão (interino)             | [ 64 ]        |
| Juazeirense   | Ailton Silva        | Resignado           | 30 de junho | Remo 3–0 Juazeirense         | 12ª | 9º (Gr. A)  | Evandro Guimarães            | [ 65 ] [ 66 ] |
| Tupi          | Eugênio Souza       | Demitido            | 15 de julho | Botafogo-SP 4–2 Tupi         | 14ª | 9º (Gr. B)  | Ailton Ferraz                | [ 67 ] [ 68 ] |
| Tombense      | Ramon Menezes       | Demitido            | 15 de julho | Tombense 0–1 Operário-PR     | 14ª | 8º (Gr. B)  | Eugênio Souza                | [ 69 ] [ 70 ] |
| Joinville     | Márcio Fernandes    | Demitido            | 16 de julho | Cuiabá 5–0 Joinville         | 14ª | 10º (Gr. B) | Pedrinho Maradona (interino) | [ 71 ]        |
| Luverdense    | Luizinho Vieira     | Demitido            | 16 de julho | Volta Redonda 2–0 Luverdense | 14ª | 7º (Gr. B)  | Maico Gaúcho                 | [ 72 ]        |
| Confiança     | Luizinho Lopes      | Demitido            | 24 de julho | Confiança 0–2 Remo           | 15ª | 6º (Gr. A)  | Betinho                      | [ 73 ] [ 74 ] |

## Premiação
| Campeonato Brasileiro 2018 Série C                     |
| Paraná                                                 |
| ------------------------------------------------------ |
| Operário Ferroviário Esporte Clube Campeão (1º título) |

## Classificação geral
A classificação geral dá prioridade ao clube que avançou mais fases, e ao campeão, mesmo que tenha menor pontuação.
| Pos | Times               | Pts | J  | V  | E  | D  | GP | GC | SG  | Classificação ou rebaixamento                            |
| --- | ------------------- | --- | -- | -- | -- | -- | -- | -- | --- | -------------------------------------------------------- |
| 1   | Operário-PR         | 44  | 24 | 12 | 8  | 4  | 32 | 21 | +11 | Promovidos à Série B em 2019 e finalistas                |
| 2   | Cuiabá              | 41  | 24 | 12 | 5  | 7  | 42 | 27 | +15 | Promovidos à Série B em 2019 e finalistas                |
| 3   | Botafogo-SP         | 39  | 22 | 11 | 6  | 5  | 31 | 18 | +13 | Promovidos à Série B em 2019 e eliminados nas semifinais |
| 4   | Bragantino          | 34  | 22 | 9  | 8  | 5  | 25 | 18 | +7  | Promovidos à Série B em 2019 e eliminados nas semifinais |
| 5   | Náutico             | 32  | 20 | 9  | 5  | 6  | 28 | 26 | +2  | Eliminados nas quartas de final                          |
| 6   | Atlético Acreano    | 31  | 20 | 9  | 4  | 7  | 27 | 26 | +1  | Eliminados nas quartas de final                          |
| 7   | Santa Cruz          | 31  | 20 | 8  | 7  | 5  | 23 | 16 | +7  | Eliminados nas quartas de final                          |
| 8   | Botafogo-PB         | 29  | 20 | 7  | 8  | 5  | 23 | 18 | +5  | Eliminados nas quartas de final                          |
| 9   | Luverdense          | 24  | 18 | 7  | 3  | 8  | 27 | 25 | +2  | Eliminados na primeira fase                              |
| 10  | Confiança           | 23  | 18 | 5  | 8  | 5  | 24 | 25 | –1  | Eliminados na primeira fase                              |
| 11  | Tombense            | 22  | 18 | 6  | 4  | 8  | 17 | 17 | 0   | Eliminados na primeira fase                              |
| 12  | Ypiranga de Erechim | 22  | 18 | 6  | 4  | 8  | 25 | 27 | –2  | Eliminados na primeira fase                              |
| 13  | Remo                | 22  | 18 | 6  | 4  | 8  | 18 | 20 | –2  | Eliminados na primeira fase                              |
| 14  | Globo               | 22  | 18 | 4  | 10 | 4  | 19 | 19 | 0   | Eliminados na primeira fase                              |
| 15  | ABC                 | 21  | 18 | 6  | 3  | 9  | 18 | 24 | –6  | Eliminados na primeira fase                              |
| 16  | Volta Redonda       | 20  | 18 | 6  | 2  | 10 | 18 | 25 | –7  | Eliminados na primeira fase                              |
| 17  | Tupi                | 20  | 18 | 6  | 2  | 10 | 19 | 30 | –11 | Rebaixados à Série D de 2019                             |
| 18  | Juazeirense         | 19  | 18 | 4  | 7  | 7  | 16 | 20 | –4  | Rebaixados à Série D de 2019                             |
| 19  | Salgueiro           | 17  | 18 | 3  | 8  | 7  | 11 | 19 | –8  | Rebaixados à Série D de 2019                             |
| 20  | Joinville           | 14  | 18 | 4  | 2  | 12 | 13 | 35 | –22 | Rebaixados à Série D de 2019                             |